# InterCity (Tschechien)
InterCity (Kurzform IC) ist eine internationale Zuggattung im Inlands-Fernverkehr, die in Tschechien durch ČD angeboten wird. Die InterCity bestehen hier aus lokbespannten Zügen mit modernisierten Wagen, als IC 542/543 werden aber vereinzelt auch die Baureihe 471 „City Elefant“ eingesetzt.
Folgende Strecken werden von IC-Verbindungen bedient (Fahrplan vom 14. Juni bis zum 12. Dezember 2015):
| Nummer des IC | Name des IC    | Zuglauf                        | Verkehrstage             | Anmerkungen                             |
| ------------- | -------------- | ------------------------------ | ------------------------ | --------------------------------------- |
| IC 513/514    | Opava          | Praha hl.n.–Opava východ       | nur montags bis freitags | Sitzplatzreservierung notwendig         |
| IC 542/543    | Moravan        | Praha hl.n.–Olomouc hl.n.      | täglich                  | an Wochenenden mit Baureihe 471 bedient |
| IC 550/551    | Zlínský expres | Praha hl.n.–Zlín střed         | täglich                  |                                         |
| IC 560/561    | Šohaj          | Praha hl.n.–Veselí nad Moravou | täglich                  |                                         |
| IC 572/573    | Brněnský drak  | Praha hl.n.–Brno hl.n.         | nur montags bis freitags |                                         |

Bis auf die IC 572 und 573 verbinden alle IC-Verbindungen Prag mit Olomouc. Auf dieser Strecke fahren daneben auch die SuperCity und die privaten Verkehrsunternehmen Regiojet und Leo Express.
Für die ČD-Baureihe 680 (Pendolino) wurde auf Basis des IC die Zuggattung SuperCity Pendolino, kurz SC, eingeführt. Diese verkehren von Františkovy Lázně über Pilsen, Prag, Olomouc, Ostrava und Žilina bis nach Košice (Slowakei).
Bis zum 14. Juni 2015 verwendete Regiojet für seine nationalen Verbindungen ebenfalls die Zuggattung „InterCity“ (IC). Seitdem werden alle (nationale sowie internationale) Regiojet-Verbindungen als eigenständige Zuggattung mit der Abkürzung RJ geführt.